# サック・イット・アンド・シー
『サック・イット・アンド・シー』（Suck It and See）は、イギリスのロックバンド、アークティック・モンキーズのアルバムである。
2011年6月1日に日本で先行発売された。UKチャート1位、USチャート14位、オリコンチャート12位を記録。
| 専門評論家によるレビュー | 専門評論家によるレビュー |
| 総スコア                 | 総スコア                 |
| 出典                     | 評価                     |
| ------------------------ | ------------------------ |
| Metacritic               | 74/100                   |
| レビュー・スコア         |                          |
| 出典                     | 評価                     |
| Allmusic                 | [ 2 ]                    |
| A.V. Club                | C–                       |
| Beats Per Minute         | 85%                      |
| Consequence of Sound     | [ 5 ]                    |
| The Guardian             | [ 6 ]                    |
| NME                      | 9/10                     |
| The Observer             | [ 8 ]                    |
| Paste                    | 8.3/10                   |
| Pitchfork Media          | 7.5/10.0                 |
| PopMatters               | 8/10                     |
| Q                        | 4/5stars                 |
| Slant Magazine           | [ 12 ]                   |
| Spin                     | 8/10                     |
| Rolling Stone            | [ 14 ]                   |
| Sputnikmusic             | 4.0/5                    |

## 収録曲
1. シーズ・サンダーストーム - She's Thunderstorms
2. ブラック・トリークル - Black Treacle
3. ブリック・バイ・ブリック - Brick by Brick
4. ザ・ヘルキャット・スパングルド・シャラララ - The Hellcat Spangled Shalalala
5. ドント・シット・ダウン・コーズ・アイヴ・ムーヴド・ユア・チェアー - Don't Sit Down 'Cause I've Moved Your Chair
6. ライブラリー・ピクチャーズ - Library Pictures
7. オール・マイ・オウン・スタンツ - All My Own Stunts
8. レックレス・セレナーデ - Reckless Serenade
9. パイルドライヴァー・ワルツ - Piledriver Waltz
10. ラヴ・イズ・ア・レーザークエスト - Love Is a Laserquest
11. サック・イット・アンド・シー - Suck It and See
12. ザッツ・ウェアー・ユア・ロング - That's Where You're Wrong
13. ザ・ブロンド・オー・ソニック・シマー・トラップ - The Blond-O-Sonic Shimmer Trap

13は日本盤ボーナストラック。2,3,4,5,11がシングルカットされている。

### パーソナル
- アレックス・ターナー - ボーカル、ギター
- ジェイミー・クック - ギター
- マット・ヘルダース - ドラム
- ニック・オマリー - ベース

### ゲスト・ミュージシャン
- ジョシュ・オム - 「オール・マイ・オウン・スタンツ」バッキング・ボーカル